# Karin Stanek

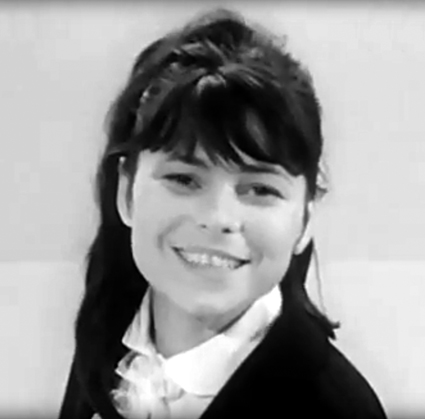
Karin Stanek

Karin Stanek (sinh ngày 18 tháng 8 năm 1943 - mất ngày 15 tháng 2 năm 2011) là một ca sĩ nhạc rock and roll và nhạc beat người Ba Lan. 

## Sự nghiệp
Stanek tự học chơi guitar và tham gia các cuộc thi tại trung tâm văn hóa ở Bytom. Tại đây, vào năm 1962, bà giành giải nhất trong cuộc thi tìm kiếm tài năng do ban nhạc Czerwono-Czarni tổ chức. Từ năm 1962 đến năm 1969, bà là giọng ca chính của ban nhạc Czerwono-Czarni. Sau khi Stanek rời ban nhạc này, bà biểu diễn solo hoặc hợp tác cùng với các ban nhạc The Samuels, Aryston, Inni và Schemat. Từ năm 1976, Stanek sinh sống ở Đức. Tạp chí âm nhạc Machina của Ba Lan xếp bà vào danh sách "50 nữ ca sĩ Ba Lan xuất sắc nhất".